# 윤세진
윤세진은 대한민국의 트로트 가수이다.

## 음반
- 2008년 1집 천리향
- 2015년 내가 미쳐
- 2017년 당신은 내꺼